# Enrico Borghi
Enrico Borghi (Premosello-Chiovenda, 6 agosto 1967) è un politico italiano, parlamentare dal 2013.

## Biografia
Nato a Premosello-Chiovenda (Verbano-Cusio-Ossola), si è laureato a pieni voti nella facoltà di scienze politiche presso l’Università degli Studi di Pavia, con una tesi di laurea in storia delle dottrine politiche dal titolo “Il compromesso storico: radici ideologiche ed iniziative politiche”.
Nel 2008 è stato classificato tra i 50 top manager italiani di public management dalla “PA executive conference – FORUM PA” di Roma.

### Carriera politica
Iscritto alla Democrazia Cristiana (DC), con il suo scioglimento nel 1994 aderisce alla rinascita del Partito Popolare Italiano (PPI) di Mino Martinazzoli, di cui è stato responsabile nazionale per le comunità montane dal 1997 al 2000, passando poi alla confluenza del PPI ne La Margherita di Francesco Rutelli, di cui è stato coordinatore provinciale da marzo ad ottobre 2007.
Ha fatto parte della commissione per la redazione del “Manifesto dei Valori” del Partito Democratico (PD) e della sua Direzione Nazionale.
Considerato vicino a Enrico Letta al momento della nascita del PD, alle elezioni primarie del 2007 è membro dell’assemblea costituente nazionale nella lista “I democratici per Enrico Letta”.
Alle elezioni primarie del PD del 2013 ha firmato la mozione a sostegno della candidatura di Matteo Renzi, che ha sostenuto anche alle primarie del 2017. È stato uno dei punti di riferimento della componente Base Riformista interna al PD, la corrente Dem guidata da Lorenzo Guerini e Luca Lotti.
È stato membro dell’Assemblea Nazionale del PD.
Nel marzo 2021 ha sostenuto l’elezione di Enrico Letta a segretario del PD, sottoscrivendo la sua candidatura. Il 18 marzo è stato nominato dal segretario del PD Letta all'interno della Segreteria Nazionale con delega alle politiche per la sicurezza.

#### Nelle amministrazioni locali
Dopo aver lavorato come inviato del giornale locale “Il Popolo dell’Ossola” ed alcune esperienze giovanili di impegno nel volontariato, a 22 anni viene eletto consigliere di minoranza a Vogogna, comune della Val d’Ossola.
Nel 1993 viene eletto presidente del Parco Naturale dell’Alpe Veglia e dell’Alpe Devero ed entra a far parte della giunta nazionale della FederParchi.
Nel 1995 lascia la carica a seguito della sua elezione a Sindaco di Vogogna, avvenuta il 23 aprile di quell'anno con il 57% dei suffragi. Verrà riconfermato Sindaco alle elezioni del 13 giugno 1999 con il 73% dei voti.
Nel settembre 1995 viene eletto presidente della Comunità montana Valle Ossola (al tempo la più grande del Piemonte), carica che manterrà fino al novembre 1996.
Alle elezioni amministrative del 1999 è stato candidato alla presidenza della Provincia del Verbano-Cusio-Ossola, sostenuto dell’Ulivo formato da Democratici di Sinistra, Partito Popolare Italiano, Socialisti Democratici Italiani, Federazione dei Verdi e Partito dei Comunisti Italiani, raccogliendo al primo turno il 34,6% dei voti e accedendo al ballottaggio, conclusosi però con la vittoria per pochi voti del candidato della Casa delle Libertà Ivan Guarducci che raccoglie 51,3% dei voti.
Nell'aprile 2000, viene eletto presidente dell’UNCEM, carica che ha mantenuto fino al 2018, essendo stato riconfermato ai congressi di Roma del 2005, di Trento del 2010 e di Torino del 2015, dimettendosi a maggio 2018 a seguito del suo incarico in seno al Gruppo PD di Montecitorio.
Alle elezioni comunali in Piemonte del 2009 viene eletto sindaco di Vogogna per la terza volta con il 53,7% dei voti, venendo riconfermato per un quarto mandato alle comunali piemontesi del 2014 con il 62% dei suffragi.
Ha terminato la sua esperienza di amministratore locale con le elezioni del 26 Maggio 2019, nelle quali non si è più ricandidato dopo 29 anni di presenza nel consiglio comunale di Vogogna e quattro mandati da Sindaco.
Da marzo 2011 a febbraio 2013 è stato vicepresidente nazionale dell’ANCI, su nomina di Sergio Chiamparino, con delega alle politiche per la montagna.

#### Deputato alla Camera
Nel dicembre 2012 partecipa alle elezioni primarie "Parlamentarie” del PD per selezionare i candidati al Parlamento in vista delle elezioni politiche, ottenendo 1.118 preferenze a Verbano-Cusio-Ossola e risultando il primo classificato, davanti a Claudio Zanotti, venendo candidato alla Camera dei deputati, tra le liste del PD nella circoscrizione Piemonte 2, risultando eletta deputata. Nella XVII legislatura è membro della VIII Commissione Ambiente, Territorio, Lavori Pubblici. Nel luglio 2016 è stato nominato Consigliere Speciale della Presidenza del Consiglio dei Ministri per l’attuazione della Strategia nazionale per le aree interne (SNAI), carica che ha conservato fino al Marzo 2018. Dal 4 ottobre 2019 è membro del Copasir, in sostituzione di Lorenzo Guerini nominato ministro della difesa.
Alle elezioni politiche del 2018 si ricandida con il PD e risulta eletto deputato per la seconda volta nel collegio plurinominale Novara - Vercelli - Biella - Verbano Cusio Ossola, e verrà chiamato a far parte - su indicazione del Capogruppo del Partito Democratico della Camera dei deputati Graziano Delrio - dell'ufficio di presidenza, con la qualifica di segretario delegato d'aula.

#### Senatore della Repubblica
Alle elezioni politiche anticipate del 2022 viene candidato al Senato della Repubblica, come capolista della lista elettorale Partito Democratico - Italia Democratica e Progressista nel collegio plurinominale Piemonte - 02, risultando eletto senatore. Nella XIX legislatura è componente della 3ª Commissione Affari esteri e difesa e del Comitato parlamentare per la sicurezza della Repubblica.
Il 26 aprile 2023, in un’intervista a Repubblica, annuncia il suo passaggio ad Italia Viva di Matteo Renzi poiché egli asserisce che il PD con la neo-segretaria Elly Schlein «è diventato la casa di una sinistra massimalista figlia della cancel culture americana che non fa sintesi e non dialoga». Il 20 luglio seguente assume l'incarico di capogruppo del gruppo parlamentare "Azione - Italia Viva - Renew Europe" al Senato, sostituendo Raffaella Paita. Ricoprirà lo stesso ruolo poi anche del nuovo gruppo "Italia Viva - Il Centro - Renew Europe" dopo la separazione da Azione.
Il 7 maggio 2023 riceve dall'Accademia Bonifaciana di Anagni, su proposta del Rettore Presidente Gr. Uff. Prof. Sante De Angelis, il Premio Internazionale Bonifacio VIII "...per una cultura della Pace..." (XXI edizione), alla presenza tra gli altri del Presidente del Comitato Scientifico della stessa Istituzione della Città dei Papi Enrico dal Covolo.
Nel 2024 presenta un DDL sulle guerre cognitive che mira a istituire un'agenzia nazionale per la disinformazione e la sicurezza cognitiva, diventando così il primo decisore italiano a raccogliere l'appello della NATO ai paesi membri sull'adozione di strategie contro questa nuova forma di guerra ibrida. Il progetto attira l'interesse della stampa specializzata, che dedica ampio spazio all'iniziativa di Borghi, e culmina nella realizzazione di un seminario in Palazzo Giustiniani, organizzato nel luglio dello stesso anno, che vede la presenza come relatori di Emanuel Pietrobon, tra i principali esperti di guerre cognitive in Italia e vicino ad ambienti della Difesa, Elham Makdoum, considerata la fondatrice della geopolitica delle criptovalute, e l'analista militare Paolo Mauri.

#### Altri incarichi
In campo internazionale è stato membro della Camera dei Poteri Locali del Consiglio d’Europa (per la quale svolse anche il compito di osservatore alle elezioni municipali in Albania nel giugno 1998) e dal 2002 al 2010 ha fatto parte, come componente effettivo, del Comitato delle Regioni. È stato Vice-presidente vicario dell’AEM (Associazione Europea Eletti della Montagna), di cui è stato Presidente facente funzioni dall'aprile 2007 al giugno 2008. È co-fondatore dell’Associazione Mondiale delle Popolazioni di Montagna (APMM) e membro della rete “Alleanza Mondiale per la Montagna - Mountain Partnership” costituita presso la FAO.